# 宮田仁
宮田 仁（みやた ひとし、1974年12月6日 - ）は、野球指導者、元社会人野球選手（投手）である。日産自動車に所属していた。右投げ両打ち。175cm、70kg。

## 人物・来歴
神奈川県横浜市出身。横浜市立桜丘高等学校でアンダースロー投手に転向、その後東都の國學院大學に進学。当時東都大学野球2部で大学通算26勝21敗の成績を残し、1997年に日産自動車に入社した。
同年スペインのバルセロナで行なわれた第13回インターコンチネンタルカップ野球大会では日本代表に選出され、当時絶頂期にあったオマール・リナレスやオレステス・キンデラン、アントニオ・パチェコらを擁するキューバ代表を抑えて同大会を制覇する活躍をみせた。
その後も長く日産自動車のエースとしてチームを引っ張ってきたが、持病の腰痛の悪化のため2005年限りで自ら申し出て引退、9年間の現役生活に終止符を打った。
引退後は日産自動車で社業に就いていたが、2025年にそれまで活動休止していた硬式野球部の活動再開に伴い投手コーチに就任した。

## 日本代表キャリア
- 第13回IBAFインターコンチネンタルカップ（1997）
- 第13回アジア競技大会（1998）